# 후백제 국왕
후백제 국왕은 후백제의 국왕들을 말한다. 46년만에 고려에 멸망했기 때문에 2명의 왕(견훤왕, 신검왕)밖에 없다. 이후 신검왕은 유배되었고, 견훤왕은 고려에 항복한 뒤 사망했다.

## 후백제의 군주
| 대수 | 왕호 | 휘   | 재위          |
| ---- | ---- | ---- | ------------- |
| 1    | -    | 견훤 | 892년 ~ 935년 |
| 2    | -    | 신검 | 935년 ~ 936년 |